# Ravello

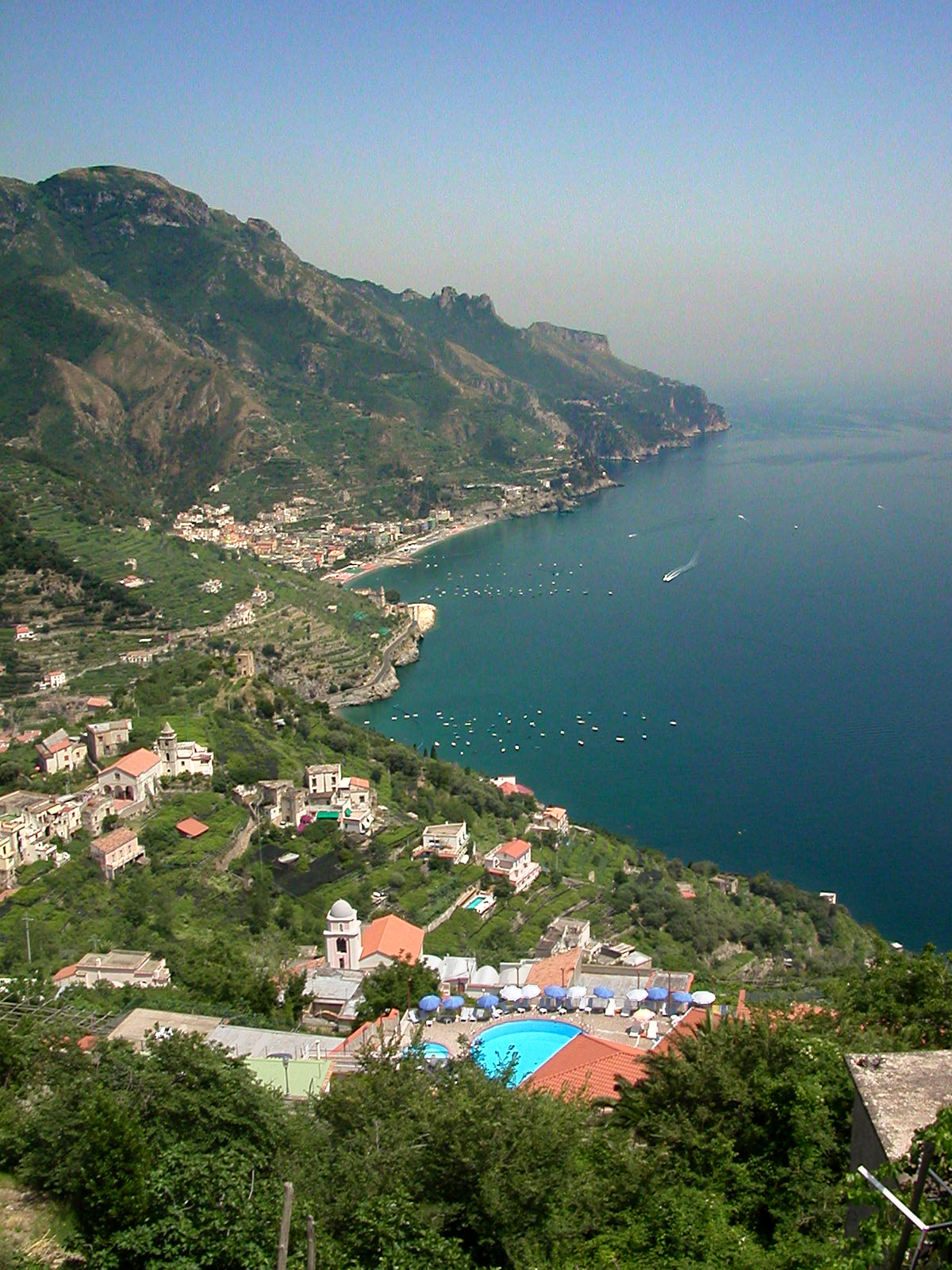
Khung cảnh Ravello từ trên cao.

Ravello là một đô thị (comune) thuộc tỉnh Salerno trong vùng Campania của Ý. Ravello có diện tích km2, dân số là người (thời điểm ngày).